# 倉敷青果荷受組合
倉敷青果荷受組合（くらしきせいかにうけくみあい）は、岡山県倉敷市西中新田にある倉敷地方卸売市場にて青果卸売業を行う法人である。1998年よりカット野菜事業に参入している。2021年度の全国地方卸売市場青果取扱高調査では全国で16位（中国・四国地方では1位）である。
また、2022年より同組合100％出資の子会社倉敷青果株式会社へ事業譲渡している。

## 概要
1946年、戦時下の統制令廃止に伴い経済復興が進むなか、倉敷青果荷受組合が設立される。冨本耕一（とみもとこういち）氏はその設立に関わり、1947年同組合の専務理事に就任。1962年同組合第三代理事長に就任する。没後、組合拡大に貢献したとして同敷地内に銅像が建てられる。
1986年大印株式会社倉敷大果との共同出資により株式会社倉敷地方卸売市場を開設。卸売市場法の規定に基づき地方卸売市場として倉敷市の認可を受ける。
1998年よりカット野菜事業に参入し、2009年には青果卸売市場では初となるISO 22000（食品安全マネジメントシステム）を取得する。2011年バナナ追熟加工設備増強。2015年に近郷産地の野菜生産拡大に向け「岡山県産野菜生産・利用拡大協議会」を設け、2017年には加工・業務用キャベツの周年安定供給に向け農林水産省の補助事業を活用し「集出荷貯蔵施設」を整備する。
2018年にはカット野菜の増産に向け農林水産省の補助事業を活用し「農産物処理加工施設（新カット野菜工場）」を整備する。
2020年大印株式会社倉敷大果の廃業に伴い、現在では倉敷地方卸売市場の卸売業者は倉敷青果株式会社（2022年倉敷青果荷受組合より事業譲渡のため）のみである。

## 受賞歴
- 2009年「第2回国産野菜の生産・利用拡大優良事業者表彰」農林水産大臣賞受賞[12]
- 2010年「おかやまIT経営力大賞」大賞受賞[13]
- 2011年「第4回国産野菜の生産・利用拡大優良事業者表彰」農林水産大臣賞受賞[14]
- 2011年「中国地域ニュービジネス協議会」優秀賞受賞[15]
- 2013年「おかやまIT経営力大賞」優秀賞受賞[16]
- 2017年「経済産業省 攻めのIT経営中小企業百選」選出[17]